# Distretto di Dahana i Ghuri
Il distretto di Dahana i Ghuri è un distretto dell'Afghanistan appartenente alla provincia di Baghlan. Viene stimata una popolazione di 28 907 abitanti (stima 2016-17).